# Gobernación de Farwaniya
Farwaniya (الفَرْوَانية āl-Farwānīya) es una gobernación de Kuwait.

## Territorio y población
Al Farwaniyah cuenta con una superficie de 190 kilómetros cuadrados y una población de unos 913.692 habitantes (cifras del censo realizado en el año 2005). La capital es la ciudad portuaria homónima de Al Farwaniyah. La densidad poblacional de esta provincia es de 4.808,90 habitantes por cada kilómetro cuadrado de esta gobernación.
La gobernación mencionada en este artículo se localiza entre las siguientes coordenadas a saber: 29°16′37″N 47°57′32″E / 29.27694, 47.95889.
- Datos: Q1072757
- Multimedia: Farwaniya Governorate / Q1072757